# Kill Rock 'n Roll
"Kill Rock 'n Roll" je treći singl sastava System of a Down s njihovog posljednjeg studijskog albuma Hypnotize.
Objavljen je 2006. te je jedna od rijetkih pjesama koje je sastav izvodio i prije objavljivanja albuma. Tekst pjesme je napisao Daron Malakian, a govori o zecu kojeg je pregazio sa svojim automobilom. Zeca je nazvao "rock n' roll", te od tuda potječe ime pjesme (hrv.: "Ubiti rock 'n roll"). Malakianu je u pjesmi jako žao zbog toga te poručuje zecu da "jede trave koliko god hoće".
Uz "Innervision", ovo je jedini singl System of a Downa za koji nije snimljen spot.

## Popis pjesama
Tekstovi i glazba: Daron Malakian. 
| Br. | Skladba                    | Trajanje |
| --- | -------------------------- | -------- |
| 1.  | »Kill Rock 'n Roll (Edit)« | 2:34     |
| 2.  | »Kill Rock 'n Roll«        | 2:28     |

## Vanjske poveznice
- Riječi pjesme  Arhivirana inačica izvorne stranice od 6. listopada 2009. (Wayback Machine)